# كاتي هووكر
كاتي هووكر (بالإنجليزية: Katie Hooker)‏ هي لاعبة كرة قدم أمريكية، ولدت في 18 نوفمبر 1981 في بيكرسفيلد في الولايات المتحدة. لعبت مع سكاي بلو.